# Administrația Națională de Meteorologie
Administrația Națională de Meteorologie (Meteo Romania) este singura instituție română de meteorologie, membră fondatoare a Organizației Meteorologice Mondiale (World Meteorological Organization - WMO), iar din decembrie 2003, membră a Centrului European de Prognoză (European Centre for Medium-Range Weather Forecasts - ECMWF). Principalul domeniu de activitate al agenției îl constituie observațiile meteorologice și climatologie necesare dezvoltării social-economice a României și integrării acestei activități în sistemul de convenții și relații internaționale.

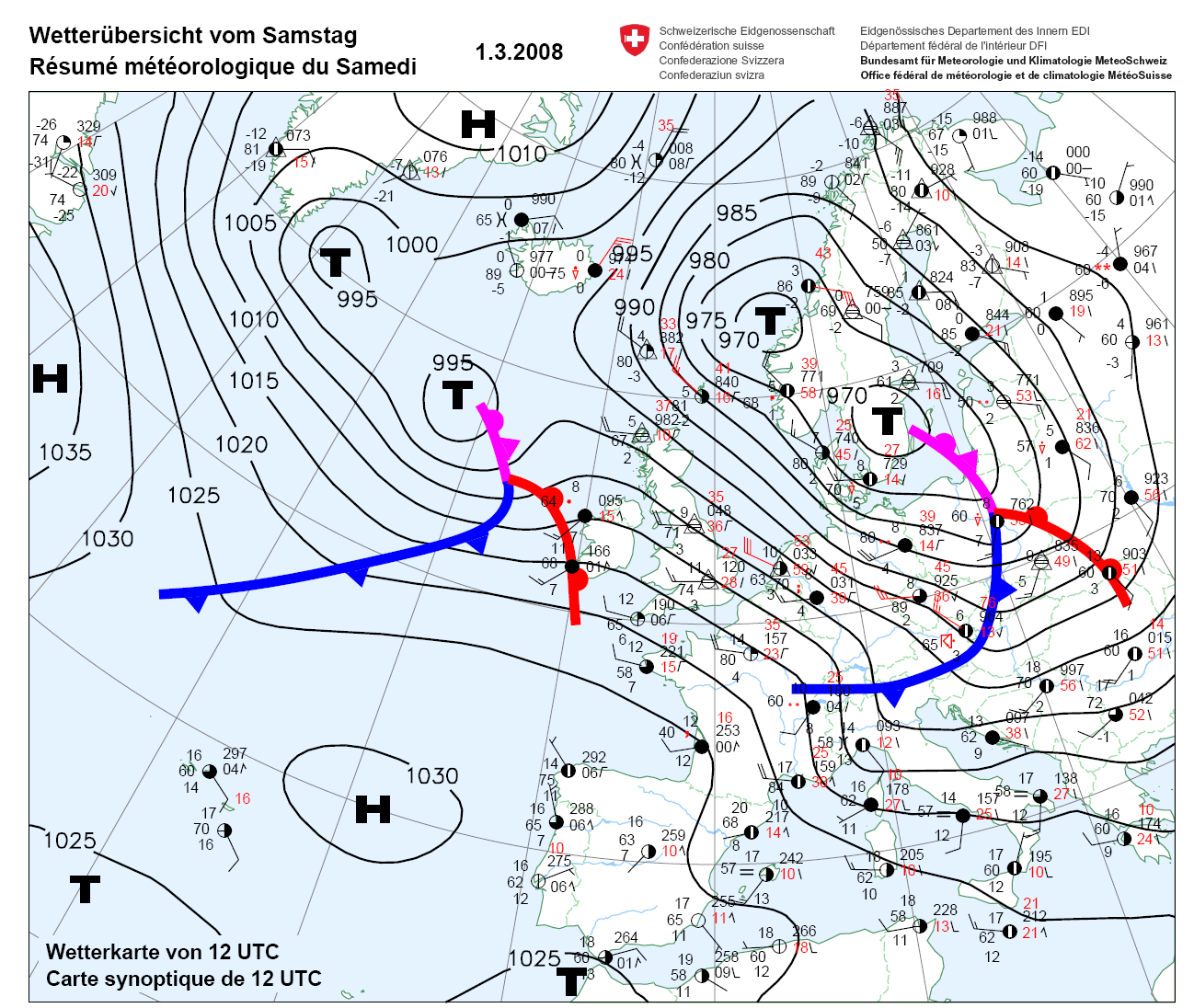
Hartă sinoptică, care arată presiunea, temperatura și umezeala aerului, nebulozitatea, tendința barică, direcția și viteza vântului.

## Structura organizatorică
Meteo Romania, în forma actuală, a fost înființată prin hotărârea Guvernului României dispunând de un regim juridic de importanță națională. Administrația funcționează pe bază de gestiune economică și autonomie financiară, sub autoritatea Ministerului Mediului, preluând întreg patrimoniul și forța de muncă de la Compania Națională "Institutul Național de Meteorologie, Hidrologie și Gospodărire a Apelor" - S.A..

### Centre regionale
1. Centrul Meteorologic Regional Banat-Crișana - Timișoara
2. Centrul Meteorologic Regional Transilvania - Cluj-Napoca
3. Centrul Meteorologic Regional Transilvania - Sibiu
4. Centrul Meteorologic Regional Moldova - Iași
5. Centrul Meteorologic Regional Oltenia - Craiova
6. Centrul Meteorologic Regional Muntenia - București
7. Centrul Meteorologic Regional Dobrogea - Constanța
8. Școala Națională de Meteorologie - București

## Istoric
În a doua jumătate a secolului al XIX-lea, observații meteorologice regulate, deși cuprinzând arii reduse, au fost făcute de către chimistul Petru Poni la Iași. Au urmat o serie de observații efectuate de intelectuali pasionați, care au înțeles rolul informațiilor meteorologice pentru economie. Astfel, au fost consemnate observații meteorologice în București (începând cu 1773), Sibiu (din 1789), la Cluj (din 1833), la Sulina (începând cu 1857), la Giurgiu (începând cu 1863), la Timișoara (începând cu 1874), la Galați și la Brăila (începând cu 1878). La 18/30 iunie 1884, Ștefan Hepites pune bazele Serviciului Meteorologic al României, devenind una dintre cele mai vechi instituții cu caracter științific din țară. În același an, la inițiativa lui Ștefan Hepites, România, împreună cu alte țări, pune bazele Organizației Meteorologice Mondiale (World Meteorological Organization - WMO).
În anul 1889 este înființat Serviciul de Măsuri și Greutăți, iar mai târziu a fost deschisă și o secție de magnetism terestru și seismologie. De-a lungul timpului, personalități de seama ca Prof. Poenaru, Prof. I. Pangrati, T. Stamate, Dr. Carol Davila, Dr. Barasch, Eric Otetelisanu, Nicolae Topor, Andrei Doneaud, N. Beșleagă au contribuit la progresul meteorologiei. În cadrul Conferinței Comitetului Internațional de Meteorologie, care s-a desfășurat la München (1891), Ștefan Hepites a fost ales membru al consiliului.

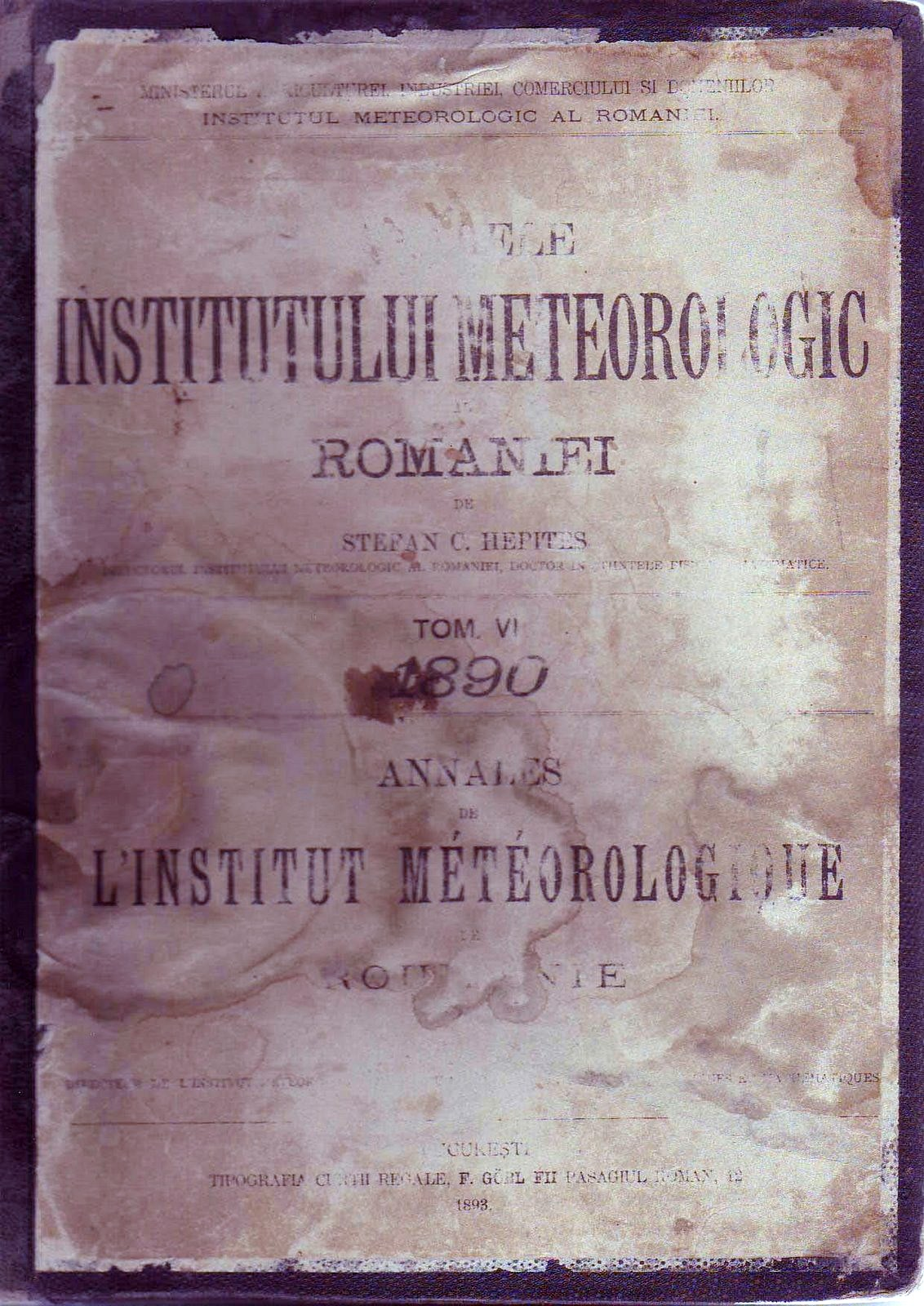
Raport meteorologic realizat de Ștefan Hepites în 1890

În 1900, Serviciul Meteorologic al României primește medalia de argint și „Diploma de onoare” la Expoziția Internațională de la Paris, iar în anul 1903 i se decernează medalia de aur. Anul 1908 aduce o schimbare în structura serviciului, acesta fiind integrat în Observatorul Astronomic și Meteorologic, sub autoritatea Ministerului Instrucțiunii Publice. Din 1915, stațiile meteorologice militare încep efectuarea sistematică a sondării atmosferei cu balon pilot, iar în anul 1920 este constituit Institutul Meteorologic Central în cadrul Ministerului Agriculturii și Domeniilor, prin despărțirea de Observatorul Astronomic. În 1924, activitățile de seismologie și magnetism terestru sunt separate de Institutul de Meteorologie, acesta trecând la Ministerul de Război pe lângă Direcția Superioară a Aeronauticii, iar la 1 ianuarie 1925 s-a înființat Serviciul sinoptic de prevedere a timpului. În 1930 se construiește lângă Aeroportul Băneasa primul Observator Meteorologic, care, între altele, devine și centru de formare profesională. Institutul meteorologic revine în administrarea Ministerului Agriculturii și Domeniilor. Șase ani mai târziu se organizează rețeaua de observații sinoptice de stat cu personal bugetat și, prin aceasta, începe sistematizarea sistemului meteorologic național. Sunt deschise centre regionale de prognoză, primul fiind deschis la Constanța, fiind urmat de cele din București Băneasa, Cluj și Iași. Din anul 1942, la Aeroportul Băneasa se începe activitatea de radiosondaj, folosindu-se radiosondele de tip LANG, iar în 1946, Nicolae Topor prezintă primele prognoze de lungă și foarte lungă durată.

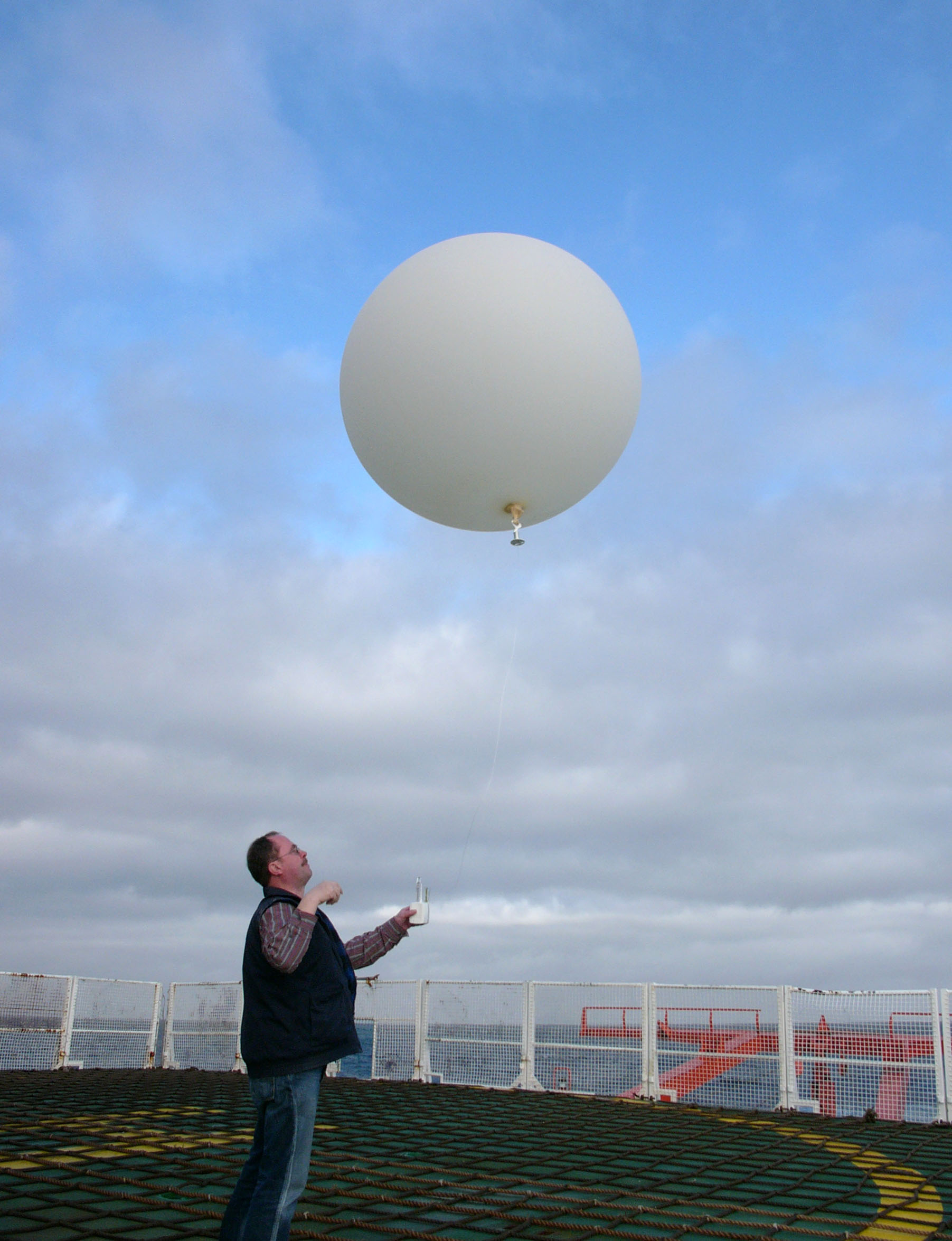
Efectuarea unui radiosondaj

Conform convenției de la Washington din anul 1947, România și-a schimbat statutul de membru fondator cu cea de membru cu drepturi depline al Organizației de Meteorologie Mondiale. Între anii 1949 și 1950 se deschide, la Afumați, Observatorul de Fizică Atmosferică, aflat sub conducerea profesorului Mircea Herovanu, de asemenea se aprobă prima programă analitică în domeniul meteorologiei la Facultatea de Fizică din cadrul Universității București. În anul 1951 a fost înființată Direcția Generală Hidrometeorologică, aceasta incluzând atât Institutul Meteorologic Central, cât și Sectorul Hidrologic.
În 1951, Direcția Generală Hidrometeorologică coordona o rețea meteorologică ce cuprindea 102 stații sinoptice, 230 stații climatologice, 1665 posturi pluviometrice și 250 posturi fenologice. Din 1945, sistemul de transmitere a informațiilor din interiorul rețelei trece la un sistem modern. Astfel se renunță la comunicațiile prin telegraf care utilizau alfabetul Morse, la transmiterea prognozelor prin teleimprimatoare. În urma reglementărilor OMM, din anul 1959 se începe efectuarea măsurătorilor aerologice la 4 termene de observații standard, iar din 1960 se implementează o metodă grafo-analitică de calcul numeric al hărții probabile pe 24 de ore pentru nivelul de 500 hPa. În 1961, se dă în folosință prima stație meteorologică automată, instalată la Stația Meteo de pe vf. Cozia (Ciuha Mare) (1668 m). Din 1961, sediul Institutului Meteorologic se află pe șos. București–Ploiești nr. 97. Tot atunci s-au pus bazele primului sistem de comunicații prin utilizarea telexului. În 1962, Institutul de Meteorologie începe să facă măsurători ale radioactivității și ale calității aerului. În 1967 s-a dat în folosință primul radar meteorologic, la București, și au mai fost deschise încă 2 stații meteorologice automate, fiind amplasate pe vf. Parângul Mic (2075 m) și vf. Pietrosul Rodnei (2305 m). În anul 1970 a fost inaugurată la București prima stație de recepție a datelor furnizate de sateliții meteorologici, la eveniment asistând D. A. Davis, secretarul General al OMM. În 1973, în zona viticolă Drăgășani, se fac primele experimentări în încercarea combaterii grindinei. În anul 1977, IMH (Institutul de Meteorologie și Hidrologie) se conectează la Sistemul Global de Telecomunicații Meteorologice al OMM, fapt datorat utilizării în premieră a microcalculatoarelor specializate. Din 1980, IMH se implică în proiectul de cercetare a ozonului atmosferic, proiect inițiat de OMM, iar pentru aceasta se utiliza spectrofotometrul Dobson.
În 1982 a fost deschis Centrul de Calcul Electronic, dotat cu primul calculator românesc dedicat meteorologiei, denumit Felix C. În același an, au fost inaugurate primele rețele automate (600/1200 bps) cu instituțiile meteorologice din Belgrad, Budapesta, Moscova și Sofia. În anul 1988 a fost dat în funcțiune radarul meteorologic MRL-5 și se fac primele tentative de digitalizare a datelor și de folosire a acestora în scopuri nowcasting, prin sincronizarea cu datele furnizate de sateliții meteorologici.
În 1990, Institutul Meteo – France propune o colaborare cu țările din Europa Centrală și de Est (proiectul ALADIN - Aire Limitée Adaptation dynamique Développement InterNational) în domeniul prevederii numerice a vremii, cu scopul de a dezvolta un model numeric de prevedere a vremii, care să fie integrat pe domenii mici, la rezoluții înalte. Din 1992, IMH a fost transferată în administrarea Regiei Autonome „Apele Române”, schimbându-și denumirea în „Institutul Național de Meteorologie și Hidrologie” (INMH). Din 1997, modelul „ALADIN” devine operațional, iar în 1998 ia start programul de automatizare a sistemului național de comunicații meteorologice, fiind instalat primul sistem de comutare de mesaje „MESSIR-COM” dar și prin sistemul automatizat de vizualizare a datelor meteorologice „MESSIR-VISION”.

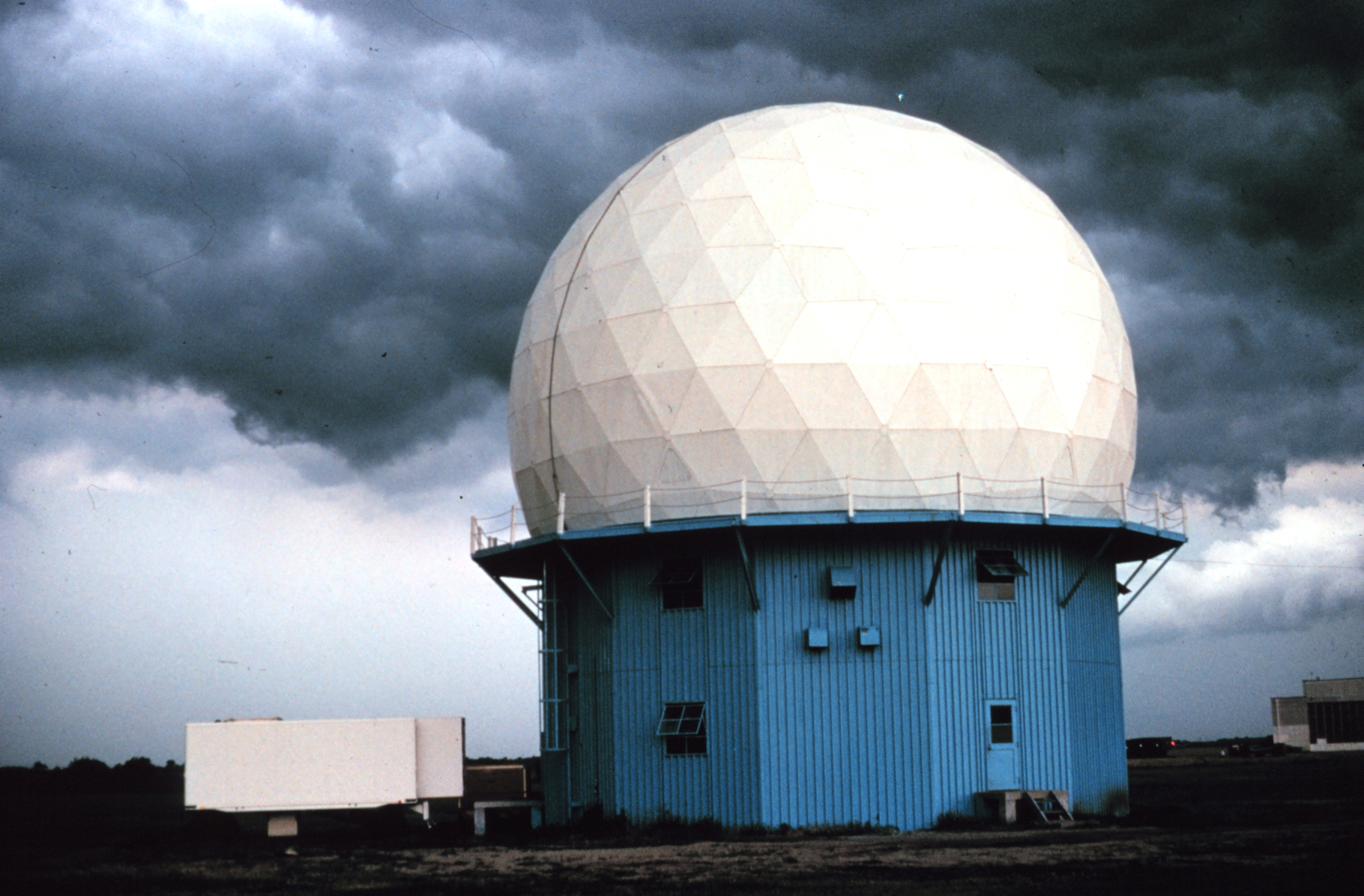
Radarul meteorologic Doppler

În 2000, la București și Craiova sunt date în exploatare două radare meteorologice de tip Doppler (în banda C) și sunt instalate primele 12 stații meteorologice automate. În același an se implementează și se dă în exploatare Sistemul de Gestiune a Bazelor de Date Relaționale ORACLE, sistem menit să înlocuiască Sistemul Național de Gestiune a Bazelor de Date Meteorologice (la care s-au folosit produsele infomatice dBASE și FOXPRO). După desprinderea de INMH a activității de hidrologie, în 2003 se finalizează proiectul „SIMIN”, care a urmărit în primă fază modernizarea infrastructurii de meteorologie ce cuprindea 60 de stații automate, o rețea de detecție a fulgerelor și 5 stații meteo prevăzute cu radare meteorologice de tip Doppler în bandă S. În 2004, România devine membră EUMETSAT și ECMWF. Prin Legea 216 din 24 martie 2004, ia naștere Administrația Națională de Meteorologie (ANM), dată fiind reorganizarea companiei naționale „Institutul Național de Meteorologie, Hidrologie și Gospodărire a Apelor”.

## Metodologie

### Prognoză de scurtă și medie durată
Aceste prognoze se realizează de regulă pentru un intervalul de la 1 la 7 zile, având la bază rezultatele obținute în urma unui set complex de ecuații matematice care se înregistrează în timp pornind de la starea inițială a atmosferei. Aceleași ecuații matematice se pot utiliza în determinarea stării probabile pentru un interval de maxim 10 zile, utilizând modele mai performante. În cazul prognozelor pentru un interval mai mare de 7–10 zile, erorile de prognozare sunt însemnate, fapt pentru care nu pot fi luate în considerare. Prognoza de scurtă și medie durată se stabilește în urma unei videoconferințe zilnice, prin consultarea meteorologilor previzioniști, nu înainte de a fi parcurse în prealabil următoarele etape:
1. analizarea evoluției situației atmosferice la sol și la altitudine în ultimele 24 de ore în spațiul atlantico-european cu accent pe situația curentă;
2. analizarea datele de sol și altitudine, imagini furnizate de sateliți, radar, descărcări electrice (compararea acestora cu anticipările din ziua precedentă);
3. analiza rezultatelor modelelor atmosferice globale și pe arie limitată disponibile la punctele de elaborare ale prognozei meteo (CNPM și cele 6 Servicii Regionale de Prognoză a Vremii);
4. analiza rezultatelor procesării statistice asupra rezultatelor modelelor, procesare care, folosind șirurile lungi de date de la stațiile meteorologice de suprafață, realizează o corecție, de regulă pozitivă, a rezultatelor modelelor.

Acest tip de prognoză urmărește prezentarea stării vremii la nivel național și regional (Muntenia, Oltenia, Dobrogea, Moldova, Transilvania de nord, Transilvania de sud, Banat, Crișana), existând posibilitatea ca aria de prognozare să fie restrânsă putându-se prezenta situației la nivelul litoralului românesc, la nivel montan sau de județ.

### Prognoza de foarte scurtă durată
Prognoză meteorologică de foarte scurtă durată se realizează pentru intervale mici de 12 ore până la 2–3 ore de unde se începe prognoza imediată (nowcasting). Informațiile ce stau la baza acestor prognoze meteorologice sunt furnizate sistemului național de radare și sistemul de detecție al fulgerelor, imaginile furnizate de sateliții meteorologici și informațiilor de la stațiile automate de suprafață.
Fenomenele meteorologice sunt permanent monitorizate de fiecare Serviciu Regional de Prognoză a Vremii și Colectivul de nowcasting, elaborând prognoze pe intervale sub 12 ore dar și avertizări privind cantități mari de precipitații, vijelie, grindină.

### Prognoza imediată
Obiectivul principal al acestui model de prognoză meteorologică îl reprezintă furnizarea informațiilor despre apariția unui fenomen meteorologic ca trăsnetele, grindina, ploile abundente, intensificări ale vântului.
Cantitatea informațională furnizată de prognoza imediată este condiționată de capacitatea de anticipare și detectare a fenomenului respectiv. Trăsnetele și tornadele sunt fenomene care se pot anticipa cu numai câteva minute înainte ca acestea să se producă, cu toate acestea, apariția lor poate fi detectată în timp real cu ajutorul detectorilor de fulgere și a radarelor meteorologice.

#### Prognoze imediate specializate pentru Sistemul Național Antigrindină
Pentru evitarea pagubelor produse de grindină, România dezvoltă un program de protecție a unor importante zone agricole din țară. Grupul de dezvoltare și aplicare „Prognoze Specializate” furnizează prognoze privind posibilitatea de formare a norilor purtători de grindină precum și date despre localizarea spațială a zonelor ce trebuie însămânțate.
Astfel, Sistemul Național Antigrindină (SNA) are ca scop combaterea grindinei prin împrăștierea în atmosferă a unor substanțe (iodură de argint, substanță despre care specialiștii în protecția mediului spun că este nepoluantă) care împiedică formarea grelonelor de mari dimensiuni. Substanțele sunt împrăștiate cu ajutorul unor rachete grupate în baterii de 5%ndash; 10 bucăți asigurând protecția a aproximativ 150 000 ha. Costul unei rachete este de 250 dolari americani și sunt produse la fabrica „Electromecanica SA”, Ploiești.

## Codul atenționărilor meteo
|  | Codul atenționărilor meteo |
|  | Codul roșu: Sunt prognozate fenomene meteorologice periculoase de intensitate foarte mare (vânt, ploi abundente, descărcări electrice, grindină puternică, caniculă, ger). Există risc de viituri majore.                                                                              |
|  | Codul portocaliu: Sunt prognozate fenomene meteorologice periculoase de intensitate mare (vânt, ploi abundente, descărcări electrice, grindină, caniculă, ger). Există risc de viituri pe râurile mici.                                                                                |
|  | Codul galben: Fenomenele meteorologice prognozate (averse, descărcări electrice, intensificări de vânt, temperaturi ridicate) sunt obișnuite pentru zona respectivă dar care temporar pot deveni periculoase pentru anumite activități. Există risc de creșteri de debite și niveluri. |
|  | Codul verde: Nu sunt prognozate fenomene meteorologice periculoase. |

## Modele numerice de prognozare

### ModelulALADIN

#### Prezentarea generală
Modelu ALADIN (Aire Limitée Adaptation dynamique Développement InterNationa) a început să fie operațional din 1997, devenind sistemul de bază în prognozarea vremii. Modelul a constituit o schimbare majoră a sistemului național conducând la o schimbare majoră a performanțelor și devenind unul dintre cele mai performante modele numerice din Europa. Modelul ALADIN folosește un set de ecuații primitive și este bazat pe tehnica spectrală care include opțiunile hidrostatic/nehidrostatic, eolerian/semilagrangean, analiza prin interpolare optimală și asimilarea datelor tridimensionale.

#### Implementare
Momentan modelul acoperă zona României, furnizând de două ori pe zi cu o anticipație de 48 ore informațiile înregistrate.
Caracteristicile modelului sunt următoarele
- Rezoluție orizontală 10 km cu 89x89 puncte de grilă.
- Niveluri verticale: 41
- Inițializare cu filtre digitale
- Frecvența de cuplaj la 6 ore, fișierele de cuplaj fiind preluate de la modelul global ARPEGE
- Schema de advecție utilizată este semi-lagrangeană de tip „salt de broască”, cu pasul de timp de 450 s.
- Frecvența de eșantionare a ieșirilor modelului este de 3 ore.

Lista principalilor parametri prognozați
| - Înălțimea de geopotențial; - Temperatura potențială; - Temperatura pseudopotențială a termometrului umed; - Temperatura; - Umiditatea relativă și specifică; - Viteza și direcția vântului; - Vorticitatea și divergența; - Linii de curent; - Acoperirea cu nori convectivi și stratiformi; - Albedoul; - Convergența de umezeală; - Diverși indici de instabilitate; | - Emisivitate; - Energia potențială convectivă disponibilă; - Energia de inhibare a convecției; - Gradul de acoperire cu nori inferiori, mijlocii și superiori; - Nebulozitatea totală; - Precipitații convective și la scară mare (stratiforme); - Temperaturile minime și maxime în apropierea solului; - Temperatura aerului în apropierea solului; - Viteza și direcția vântului în apropierea solului; - Fluxuri instantanene și cumulate. |

### ModelulHRM

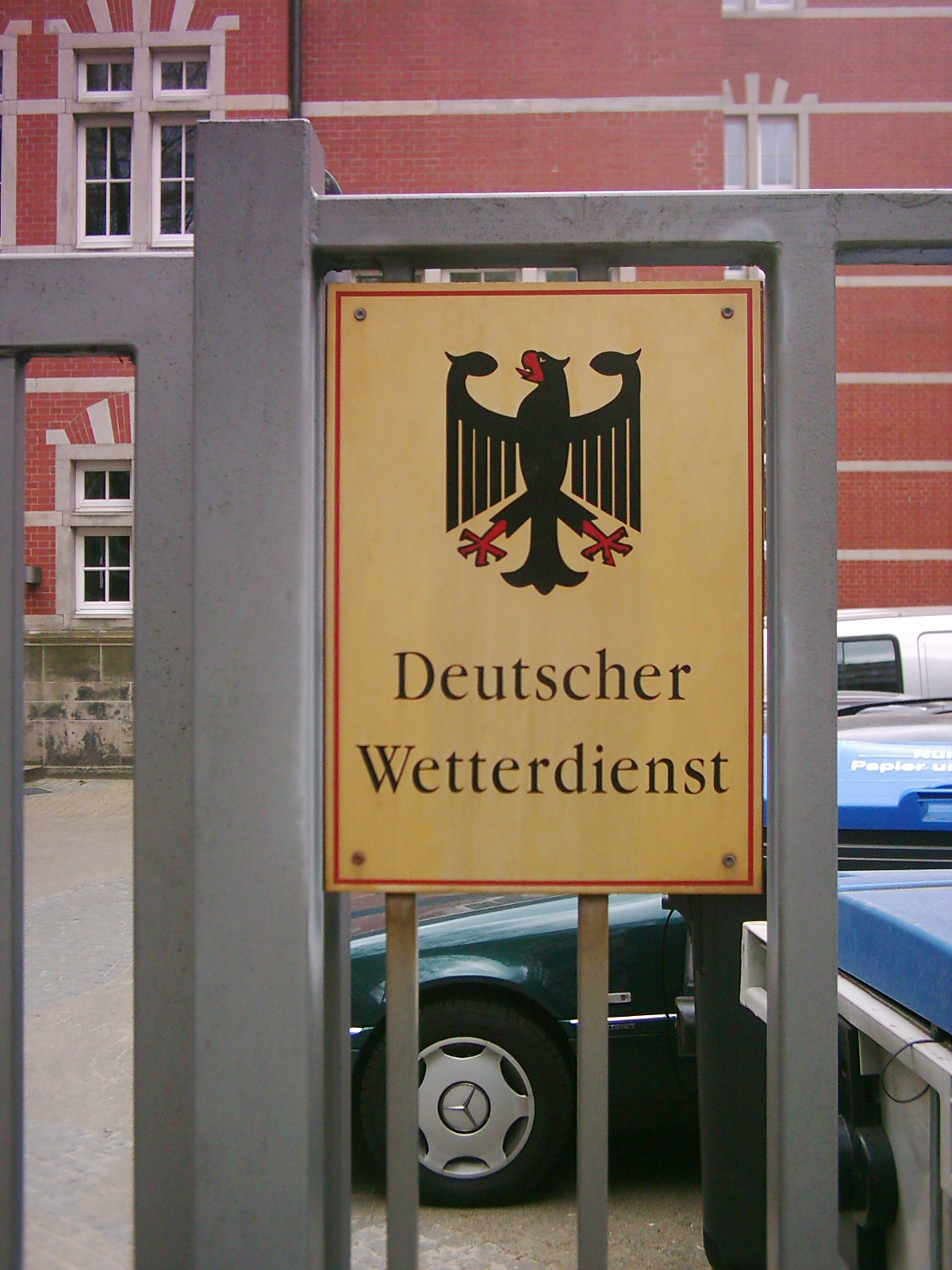
Serviciul Meteorologic Național German

Modelul HRM (High resolution Regional Model) a fost realizat de DWD (Deutscher Wetterdienst - Serviciul Meteorologic Național German). Modelul a fost utilizat pentru prima dată de ANM pe 1 decembrie 1999. Datele inițiale sunt furnizate de model la o rezoluție orizontală de aproximativ 60 km și este utilizat pentru un interval de până la 148 ore. Datele mai pot fi folosite de Modelul HRM (Modele Mezoscalare Hidrostatice) sau de Modelul Local. HRM este utilizat în estimarea difuziei și a transportului de poluanți de tip INPUFF, dar și pentru supravegherea neîntreruptă a posibilelor poluări accidentale de la diverse surse potențiale.

### ModelulMM5
Modelul ajuns la a cincea versiune a fost dezvoltat la Centrul Național al Cercetărilor Atmosferice din Penn State University, iar în 2002 Administrația Națională de Meteorologie a inclus acest model în proiectul de modernizare Simin. Modelul este integrat operațional pe o stație de lucru Sun, pentru un interval de prognoza de 24 ore și este integrat de patru ori pe zi. Dispune de o rezoluție de 15 km și de o grilă de 80 km / 167 km.

### Modelele statistice
Modelele au fost implementate în 1989 și erau utilizate pentru prognozarea temperaturilor extreme la București utilizând date de intrare furnizate de modelul ECMWF. În urma colaborării Administrației Naționale de Meteorologie cu Meteo France, colaborare începută în anul 1993, modelul a putut fi aplicat de mai multe stații din țară. Pe lângă datele de intrare furnizate de modelul ECMWF, au fost utilizate și datele modelelor ALADIN și ARPEGE.

#### Alte modele
- Modelul PP (Perfect Prognoze)
- Modelul MOS
- Filtrul Kalman
- Modelele actualizate MOS

## Simboluri utilizate de ANM
| Nr. Crt. | Simbol | Descriere                              | Nr. Crt. | Simbol | Descriere                                                      |
| -------- | ------ | -------------------------------------- | -------- | ------ | -------------------------------------------------------------- |
| 1.       |        | Fără precipitații                      | 33.      |        | Ploaie continuă moderată                                       |
| 2.       |        | Vizibilitate redusă                    | 34.      |        | Ploaie intermitentă puternică                                  |
| 3.       |        | Pâclă                                  | 35.      |        | Ploaie continuă puternică                                      |
| 4.       |        | Praf                                   | 36.      |        | Ploaie slabă cu depunere de polei                              |
| 5.       |        | Praf sau nisip răscolit de vânt        | 37.      |        | Ploaie puternică cu depunere de polei                          |
| 6.       |        | Vârtejuri de praf sau nisip            | 38.      |        | Lapoviță slabă                                                 |
| 7.       |        | Furtună de praf sau nisip              | 39.      |        | Lapoviță moderată                                              |
| 8.       |        | Aer cețos                              | 40.      |        | Lapoviță puternică                                             |
| 9.       |        | Ceață subțire                          | 41.      |        | Ace de gheață                                                  |
| 10.      |        | Fulgere                                | 42.      |        | Ninsoare grăunțoasă                                            |
| 11.      |        | Precipitații în câmpul vizual          | 43.      |        | Steluțe de ninsoare izolate                                    |
| 12.      |        | Precipitații în câmpul vizual          | 44.      |        | Granule de gheață                                              |
| 13.      |        | Descarcări electrice fără precipitații | 45.      |        | Aversă de ploaie slabă                                         |
| 14.      |        | Vijelie                                | 46.      |        | Aversă de ploaie puternică                                     |
| 15.      |        | Tornadă                                | 47.      |        | Aversă de ploaie violentă                                      |
| 16.      |        | Burniță în ora precedentă              | 48.      |        | Aversă de lapoviță slabă                                       |
| 17.      |        | Ploaie în ora precedentă               | 49.      |        | Aversă de lapoviță puternică                                   |
| 18.      |        | Ninsoare în ora precedentă             | 50.      |        | Aversă de ninsoare slabă                                       |
| 19.      |        | Lapoviță în ora precedentă             | 51.      |        | Aversă de ninsoare puternică                                   |
| 20.      |        | Burniță în ora precedentă              | 52.      |        | Aversă de măzăriche                                            |
| 21.      |        | Aversă de ploaie în ora precedentă     | 53.      |        | Aversă de măzăriche                                            |
| 22.      |        | Aversă de ninsoare în ora precendentă  | 54.      |        | Aversă de grindină slabă                                       |
| 23.      |        | Aversă de grindină în ora precedentă   | 55.      |        | Aversă de grindină moderată sau puternică                      |
| 24.      |        | Ceață cu chiciură cer vizibil          | 56.      |        | Ploaie slabă cu descărcări electrice                           |
| 25.      |        | Ceață cu chiciură cer invizibil        | 57.      |        | Ploaie puternică cu descărcări electrice                       |
| 26.      |        | Burniță slabă care ingheață            | 58.      |        | Ninsoare slabă cu descărcări electrice                         |
| 27.      |        | Burniță puternică care îngheață        | 59.      |        | Ninsoare puternică cu descărcări electrice                     |
| 28.      |        | Burniță și ploaie slabă                | 60.      |        | Descărcări electrice slabe fără grindină cu precipitații slabe |
| 29.      |        | Burniță și ploaie puternică            | 61.      |        | Descărcări electrice slabe cu grindină                         |
| 30.      |        | Ploaie intermitentă slabă              | 62.      |        | Descărcări electrice puternice fără grindină                   |
| 31.      |        | Ploaie continuă slabă                  | 63.      |        | Descărcări electrice cu furtună de praf                        |
| 32.      |        | Ploaie intermitentă moderată           | 64.      |        | Descărcări electrice puternice cu grindină                     |

Sursa simbolurilor: US National Weather Service - Southern Region Headquarters Arhivat în 17 ianuarie 2013, la Wayback Machine.

## Instrumente meteorologice

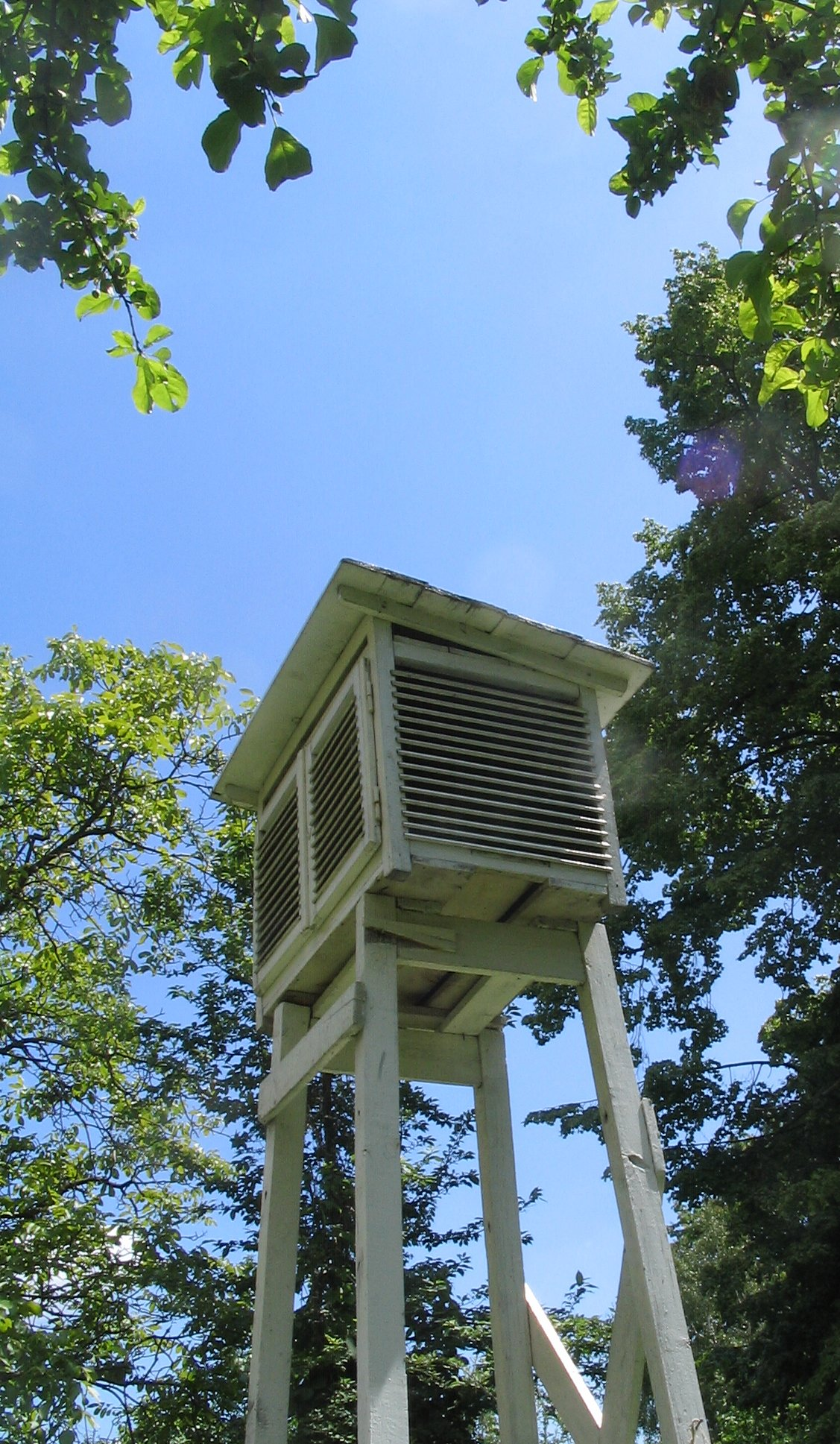
Stație meteorologică
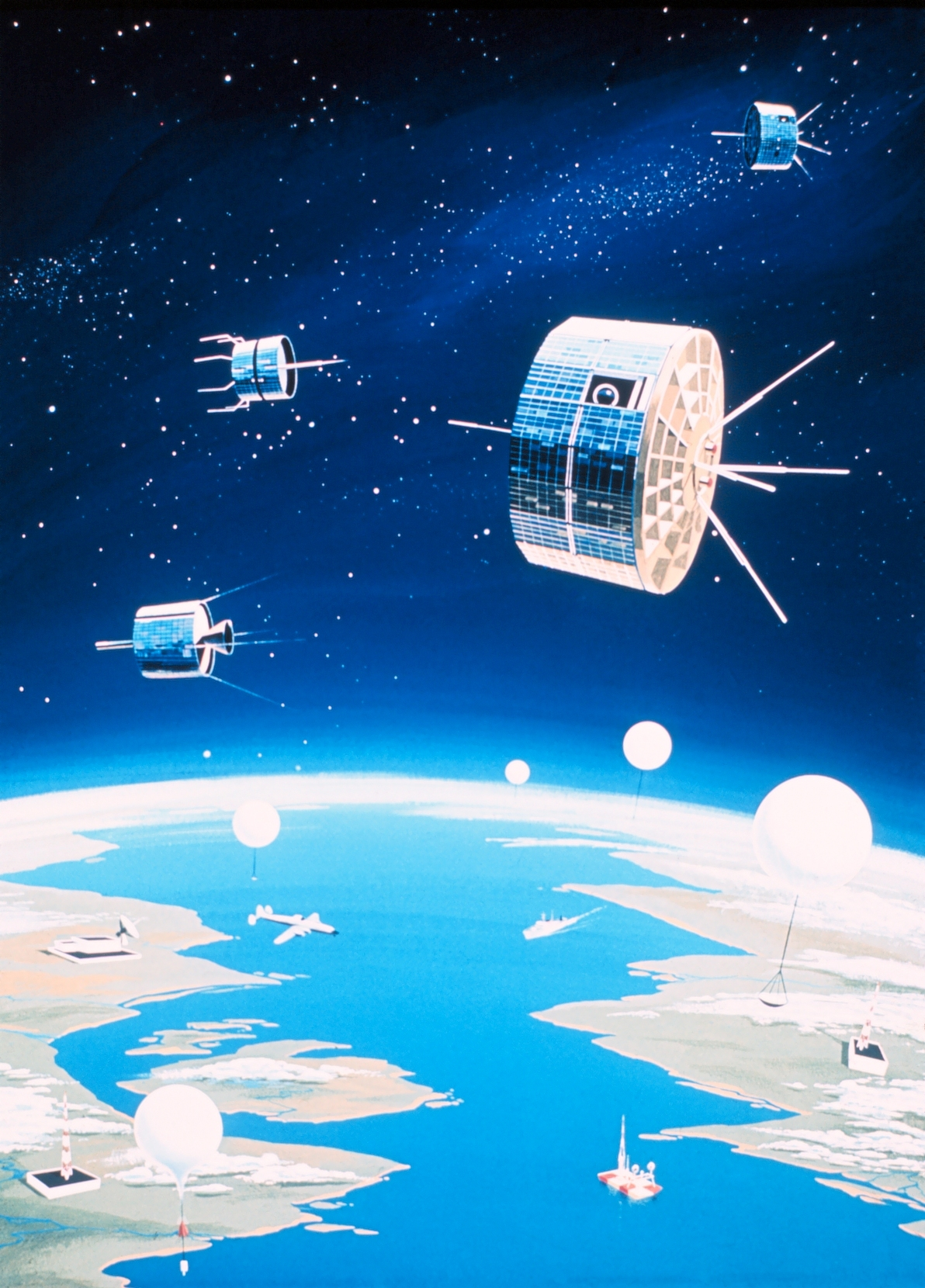
Sateliți meteorologici (reprezentare artistică)
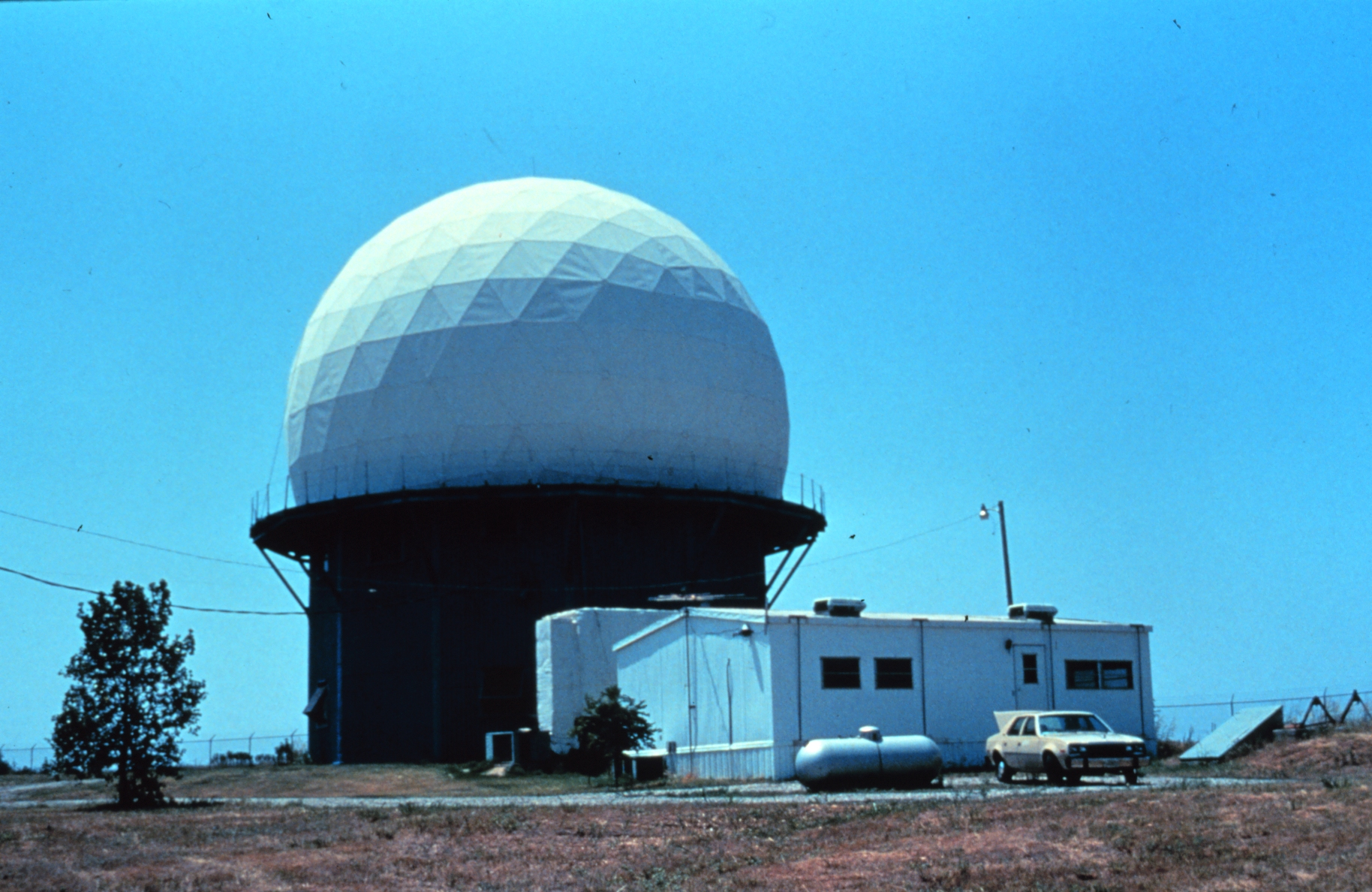
Radar Doppler
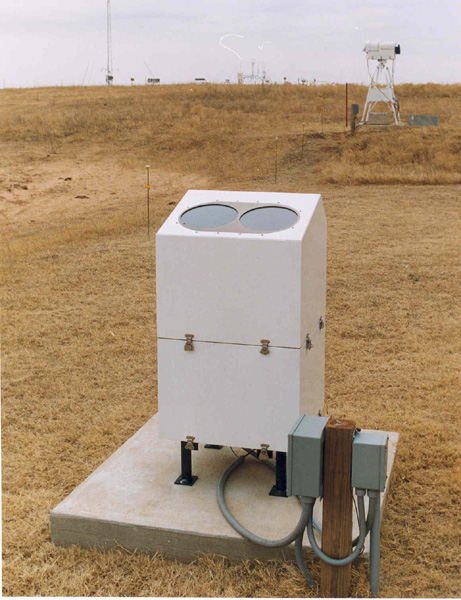
Ceilometru